# ابسدراف
ابسدراف (به آلمانی: Abtsdorf) در آلمان است که در ویتنبرگ واقع شده‌است.